# Valea Petrii
Valea Petrii – wieś w Rumunii, w okręgu Mehedinți, w gminie Greci. W 2011 roku liczyła 48 mieszkańców.